# Antoni Muñoz i Llompart
Toni Muñoz (Manacor, 13 d'agost de 1982) és un exfutbolista mallorquí, que jugava com a davanter.

## Carrera
Durant la seva carrera, qua ha passat principalment a les categories inferiors de la lliga espanyola de futbol masculina, va jugar un cop a primera divisió amb el RCD Mallorca en una derrota 0–1 a casa contra el Deportivo de La Coruña el 28 d'agost de 2005. També va jugar una temporada a la Superlliga grega de futbol amb el club A.E. Larissa 1964, però en acabar la temporada en 2008 va tornar a Espanya.

## Vida personal
Toni és el germà petit d'un altra futbolista Xisco Muñoz i Llompart. Ha jugat principalment al València CF i Reial Betis durant la seva carrera, guanyant una lliga nacional i una UEFA Cup amb el darrer.